# بحران ۲۰۲۱–۲۰۲۲ روسیه و اوکراین
بحران ۲۰۲۱–۲۰۲۲ روسیه-اوکراین یک رویارویی نظامی و بحران بین‌المللی در جریان بین روسیه و اوکراین است که در آخر اکتبر ۲۰۲۱ آغاز شد. این بحران باعث تنش بین‌المللی شده‌است و ناتو، اتحادیه اروپا، مثلث لوبلین، اتحادیه روسیه و بلاروس، اتحادیه کشورهای مستقل همسود و سازمان پیمان امنیت جمعی را نیز درگیر کرده‌است.
در مارس و آوریل ۲۰۲۱، ولادیمیر پوتین رئیس‌جمهور روسیه، به نیروهای مسلح روسیه دستور داد که اعزام هزاران نفر از پرسنل و تجهیزات نظامی را به نزدیکی مرز روسیه و اوکراین و در شبه‌جزیره کریمه شروع کند. این بزرگ‌ترین بسیج نیرو از زمان الحاق کریمه به روسیه در سال ۲۰۱۴ بود. این دستور، باعث ایجاد نگرانی بر سر حملهٔ بالقوه روسیه به اوکراین و آغازگر یک بحران بین‌المللی شد. تصویربرداری ماهواره‌ای نشان می‌داد که تعداد زیادی زره‌پوش، موشک و تسلیحات سنگین در حال جابه‌جایی در این منطقه است. بخشی از سربازان روسیه تا ژوئن ۲۰۲۱ عقب کشیده شدند اما بحران در اکتبر و نوامبر ۲۰۲۱ بالا گرفت و تا ماه دسامبر، صدهزار نفر سرباز روس از سه جهت در نزدیکی مرز اوکراین جمع شده بودند. علیرغم تجمع نظامی روسیه، مقامات این کشور از نوامبر ۲۰۲۱ تا ۲۰ فوریه ۲۰۲۲ بارها قصد روسیه برای حمله به اوکراین را انکار کردند.
این بحران، بخشی از ادامهٔ جنگ در دونباس (از سال ۲۰۱۴ تا کنون) است که آن جنگ هم به نوبهٔ خود بخشی از جنگ بین روسیه و اوکراین است. در دسامبر ۲۰۲۱، روسیه پیش‌نویس دو معاهده را ارائه کرد که در آن درخواست‌هایی موسوم به «تضمین امنیتی» را مطرح کرده بود، از جمله دریافت یک قول الزام‌آور حقوقی مبنی بر اینکه اوکراین به عضویت پیمان آتلانتیک شمالی (ناتو) در نخواهد آمد و اینکه تعداد سربازها و تجهیزات ناتو که در اروپای شرقی مستقر شده‌اند کاهش پیدا خواهد کرد. روسیه تهدید کرد که اگر این خواسته‌ها به‌طور کامل برآورده نشوند، این کشور پاسخ نظامی خواهد داد. ناتو این خواسته‌ها را رد کرد و ایالات متحده آمریکا نیز به روسیه هشدار داد که اگر دست به حملهٔ نظامی علیه اوکراین بزند، تحریم‌های اقتصادی «سریع و شدید» علیه روسیه وضع خواهد شد. این بحران از سوی بسیاری از صاحب‌نظران سیاسی به عنوان یکی از شدیدترین بحران‌ها در اروپا از زمان جنگ سرد به بعد توصیف شده است.
در ۲۱ فوریه ۲۰۲۲، روسیه رسماً دو منطقهٔ جدایی‌طلب اوکراین یعنی جمهوری خلق دونتسک و جمهوری خلق لوهانسک را به عنوان کشورهای مستقل به رسمیت شناخت و روسیه در حرکتی که به خروج عملی این کشور از پروتکل مینسک تفسیر شد، به دونباس سرباز اعزام کرد. در ۲۲ فوریه، پوتین اعلام کرد که پروتکل مینسک دیگر اعتبار ندارد و در همان روز شورای فدراسیون روسیه با اتفاق رأی به او اجازه داد که از نیروهای مسلح روسیه در این مناطق استفاده کند.
در صبح ۲۴ فوریه، پوتین اعلام کرد که روسیه یک «عملیات نظامی ویژه» را در دونباس شروع می‌کند و یک حمله تمام عیار به اوکراین را کلید زد.

## پیشینهٔ تاریخی
پس از انحلال اتحاد جماهیر شوروی در سال ۱۹۹۱، اوکراین و روسیه روابط نزدیک خود را حفظ کردند. در سال ۱۹۹۴، اوکراین پذیرفت که تسلیحات هسته‌ای خود را رها کند و تفاهم‌نامه بوداپست در مورد تضمین‌های امنیتی را امضا کرد، با این شرط که روسیه، بریتانیا و ایالات متحده، تضمینی علیه تهدید به توسل به زور یا توسل به زور علیه تمامیت ارضی یا استقلال سیاسی اوکراین ارائه بدهند. پنج سال بعد، روسیه «منشور امنیت اروپا» را امضا کرد و طبق مفاد آن تایید نمود که هریک از کشورهای امضاکنندهٔ منشور، دارای حق ذاتی و آزادی برای انتخاب یا تغییر ترتیبات امنیتی خود هستند، از جمله پیوستن به معاهدات ائتلافی.
علیرغم آنکه اوکراین (به‌عنوان یکی از اعضای سابق اتحاد جماهیر شوروی) از سال ۱۹۹۱ رسماً به عنوان یک کشور مستقل به رسمیت شناخته شده، رهبران روسیه این کشور را همچنان بخشی از منطقه نفوذ خود می‌دانند. در سال ۲۰۰۸، ولادیمیر پوتین رئیس‌جمهور روسیه علیه عضویت اوکراین در ناتو سخن گفت.
در پی هفته‌ها اعتراض در قالب جنبش یورومیدان، در ۲۱ فوریه ۲۰۱۴ ویکتور یانوکویچ (رئیس‌جمهور اوکراین که گرایش به روسیه داشت) و رهبران اپوزیسیون در پارلمان اوکراین، توافقنامه‌ای امضا کردند که انتخابات زودرس را اعلام می‌کرد. روز بعد، یانوکویچ از کی‌یف گریخت و پارلمان رأی به استیضاح و برکناری او داد. رهبران روس‌زبان مناطق شرقی اوکراین اعلام کردند که همچنان به یانوکویچ وفادارند و ناآرامی ۲۰۱۴ به هواداری روسیه را آغاز کردند. در پی این ناآرامی، روسیه در مارس ۲۰۱۴ دست به الحاق کریمه به خاک خود زد و در آوریل ۲۰۱۴ با اعلام موجودیت جمهوری‌های خودخواندهٔ دونتسک و لوهانسک، جنگ در دونباس آغاز شد.
در ۱۴ سپتامبر ۲۰۲۰، ولودیمیر زلنسکی، رئیس‌جمهور اوکراین، استراتژی جدید امنیت ملی اوکراین را تایید کرد که به موجب آن، اوکراین باید در پی ایجاد شراکت مشخص با ناتو، با هدف عضویت در این سازمان، برمی‌آمد. در ۲۴ مارس ۲۰۲۱، زلنسکی فرمان شمارهٔ ۱۱۷/۲۰۲۱ را امضا و تایید کرد که استراتژی اوکراین باید معطوف به رفع اشغال و ادغام مجدد منطقهٔ جمهوری خودمختار کریمه و شهر سواستوپول به خاک اوکراین باشد.
در ژوئیه ۲۰۲۱، پوتین مقاله‌ای به نام «دربارهٔ اتحاد تاریخی روس‌ها و اوکراینی‌ها» منتشر کرد و در آن یکبار دیگر تکرار کرد که از دیدگاه او روس‌ها و اوکراینی‌ها یک ملت هستند.
روسیه ادعا کرده است که عضویت احتمالی اوکراین در ناتو و به‌طور کلی گسترش ناتو، تهدیدکنندهٔ امنیت ملی روسیه است. از سوی دیگر، اوکراین و دیگر کشورهای اروپایی همسایهٔ روسیه، پوتین را به تلاش برای احیای امپراتوری روسیه یا اتحاد جماهیر شوروی و پیگیری سیاست‌های متجاوزانه و نظامی‌گرایانه متهم کرده‌اند.

## زمینه
در اواخر مارس تا اوایل آوریل ۲۰۲۱، ارتش روسیه مقادیر زیادی تسلیحات و تجهیزات را از غرب و مرکز روسیه و تا سیبری به کریمه اشغالی و تأسیسات آموزشی پوگونوو در ۱۷ کیلومتری جنوب ورونژ منتقل کرد.
تشدید روابط روسیه و اوکراین در اواخر اکتبر - اوایل نوامبر رخ داد و با اولین استفاده رزمی اوکراین از پهپاد بیرق دار TB2 علیه تشکیلات جمهوری خلق دونتسک (DPR) تحریک شد. پیام استفاده از پهپادها تقریباً همزمان با اخبار مربوط به اشغال روستای استاروماریفکا در خط تماس طرفین، که در آن زمان ۳۷ شهروند روسی که تحت برنامه ساده شده گذرنامه دریافت کردند، زندگی می‌کردند، منتشر شد.
ولادیمیر پوتین ، رئیس‌جمهور روسیه در سخنانی در یک نشست دفاعی در ۲ نوامبر گفت که روسیه از نزدیک استفاده از پهپادها را «نزدیک مرزهای روسیه» زیر نظر دارد و باید وضعیت را در این زمینه به دقت تحلیل کند. به گفته ناظران سازمان امنیت و همکاری اروپا، رژیم آتش‌بس دو برابر بیشتر از سال ۲۰۲۰ نقض شد (در بازه زمانی عصر ۲۹ اکتبر تا شامگاه ۳۱ اکتبر، رژیم آتش‌بس در منطقه دونتسک ۹۸۸ بار و در لوهانسک ۴۷۱ بار نقض شد). ناظران مأموریت نظارتی ویژه سازمان امنیت و همکاری اروپا در اوکراین (SMM) از حرکت تجهیزات نظامی نیروهای مسلح اوکراین و همچنین تلاش‌های مکرر برای پارازیت انداختن بر پهپادهای این کشور که برای رصد زمین از آن استفاده می‌شود، گزارش دادند. در همان زمان، مطالبی در رسانه‌های غربی منتشر شد مبنی بر اینکه روسیه دوباره دارد نیروهای خود را به مرز اوکراین می‌کشد. عکس‌های ماهواره ای از خودروهای زرهی روسیه به عنوان مدرک ذکر شده‌است.

## بالا گرفتن حرکات نظامی
در ۲۱ نوامبر، رئیس اداره اصلی اطلاعات وزارت دفاع اوکراین، کایریلو بودانوف، گزارش داد که روسیه ظاهراً بیش از ۹۲۰۰۰ سرباز و سیستم‌های موشک بالستیک کوتاه برد اسکندر را در نزدیکی مرزهای اوکراین متمرکز کرده‌است. بودانوف گفت که روسیه پشت تظاهرات علیه واکسیناسیون کووید-۱۹ در کیف و سایر تجمعات اعتراضی در اوکراین است - این یک آماده‌سازی برای یک تهاجم نظامی در مقیاس بزرگ است. به گفته بودانوف، روسیه به اعتراضات نیاز دارد تا مردم اوکراین در جریان عملیات نظامی در برابر آن مقاومت نکنند و معتقدند که مقامات اوکراین به آن خیانت کرده‌اند: «آنها می‌خواهند تظاهرات و اعتراضات را سازماندهی کنند تا نشان دهند مردم مخالف دولت هستند.» در مصاحبه با میلیتاری تایمز گفت. آنها تلاش می‌کنند ثابت کنند که دولت ما به مردم خیانت می‌کند.» به گفته رئیس اطلاعات اوکراین، روسیه در تلاش است تا اوکراینی‌ها را وادارد خود قدرت را تغییر دهند و اگر نتیجه ندهد، «ارتش وارد عمل خواهد شد». به گفته بودانوف، اقدامات فعال باید در اواخر ژانویه - اوایل فوریه ۲۰۲۲ مورد انتظار باشد.

## آغاز عملیات نظامی روسیه در اوکراین
در حدود ساعت ۴ صبح به وقت مسکو در ۲۴ فوریه ۲۰۲۲، رئیس‌جمهور پوتین آغاز «عملیات نظامی ویژه» در منطقه دونباس را اعلام کرد. مدت کوتاهی پس از آن، گزارش‌هایی مبنی بر انفجارهای بزرگ از چندین شهر در مرکز و شرق اوکراین، از جمله کیف و خارکف منتشر شد، در حالی که نیروهای تهاجمی آبی خاکی روسیه در اودسا فرود آمدند.